# Rzepiennik Biskupi
Rzepiennik Biskupi est une localité polonaise de la gmina de Rzepiennik Strzyżewski, située dans le powiat de Tarnów en voïvodie de Petite-Pologne.